# Vella-Lavellamonarch
De Vella-Lavellamonarch (Symposiachrus nigrotectus, synoniem:Symposiachrus browni of Monarcha browni) is een zangvogel uit de familie Monarchidae (monarchen). Eerder werd deze vogel beschouwd als een ondersoort van de salomonsmonarch (S. browni).

## Verspreiding en leefgebied
Deze soort is endemisch op de New Georgia-eilanden in de Salomonseilanden en telt twee ondersoorten:
- S. b. ganongae: Ranongga.
- S. b. nigrotectus: Vella Lavella.

## Status
De grootte van de populatie is niet gekwantificeerd maar de soort wordt omschreven als schaars. Op de Rode lijst van de IUCN heeft deze soort de status gevoelig.